# Shuten-dōji
Shutendoji (酒呑童子?, Shuten-dōji) è un personaggio mitologico del folklore giapponese.

## Nella leggenda
Si tratta di un mostruoso oni a capo di un esercito di demoni, che infestava i territori del Monte Ōe (大江山?, Ōeyama), nei pressi di Kyoto. Secondo la maggior parte delle leggende, fu sconfitto dal leggendario samurai Raikō accompagnato dai suoi Shitennō. Probabilmente la leggenda deriva da un fatto realmente accaduto, quando Raikō, personaggio storico, sconfisse dei feroci banditi che razziavano i territori del Monte Ōe.